# Juan Pablo Vargas
Juan Pablo Vargas Campos (Sarchí, Alajuela, Costa Rica, 6 de junio de 1995) es un futbolista costarricense que juega en la posición de defensa central y su equipo actual es Millonarios de la Categoría Primera A.

## Trayectoria

### L. D. Alajuelense
Fue formado en las categorías inferiores de la Liga Deportiva Alajuelense y ascendido al plantel principal por el entrenador Óscar Ramírez, esto el 30 de mayo de 2013, junto a los otros juveniles Ronald Matarrita y Steve Garita.
El jugador de carácter defensivo tuvo su debut absoluto en la ida de los octavos de final del Torneo de Copa 2013, encuentro desarrollado el 7 de julio en el Estadio Manuel Sanabria. En esa oportunidad, vio acción por 81 minutos, salió de relevo por Daniel Arroyo y el marcador terminó en derrota de 2-1 contra la Universidad de Costa Rica. Para la vuelta de cuatro días después en condición de local en el Estadio Allen Riggioni, Vargas anotaría el gol conclusivo de la ganancia de 3-1 para que su equipo continuara en la competición. Luego quedó en la suplencia en los cotejos por los cuartos de final frente a Carmelita, donde los manudos fueron eliminados.
Para el certamen del Campeonato de Invierno 2013, Juan Pablo estuvo inscrito como futbolista en la categoría mayor, sin embargo no tuvo participación. Su conjunto se coronó campeón tras vencer al Herediano en la tanda de penales.
Logró debutar en Primera División hasta en la décima jornada del Campeonato de Verano 2015, llevada a cabo el 18 de febrero en el Estadio Morera Soto, escenario donde su club enfrentó a Limón. El zaguero apareció en el once inicial de Óscar Ramírez, fue sustituido por el lateral Ronald Matarrita al minuto 55' y el resultado culminó en pérdida 1-2.
Luego de estar por ocho meses sin ser convocado a una nómina absoluta, el estratega rojinegro Javier Delgado le dio la confianza al defensor en el compromiso del 19 de marzo de 2016 ante Belén. En esa ocasión completó la totalidad de los minutos y su poca experiencia le costó un gol en propia puerta al minuto 33', en la derrota con cifras de 1-3. En este torneo encontró buen ritmo al contabilizar cinco presencias con 406 minutos acumulados. Sin embargo, una vez finalizada la competencia del Verano en la que su club quedó subcampeón por tercera vez consecutiva, se confirmó que el jugador dejaría la institución debido a sus intenciones de no renovar su contrato.

### Herediano
El 8 de junio de 2016, se hizo formal su presentación en conferencia de prensa en el Club Sport Herediano, junto a los otros refuerzos Josué Martínez, José Leitón y Gerson Torres. Además, fue confirmado que Juan sería cedido a préstamo una temporada en el conjunto de Belén.

### Belén F.C.
El defensa fue uno de los más regulares de la planilla, inicialmente dirigida por el mexicano Fernando Palomeque en el Invierno 2016, y del uruguayo Daniel Casas a partir de la segunda vuelta del Verano 2017, contabilizando 34 presencias divididas en diecisiete cada competición, donde aportó cuatro goles. Adicionalmente, el 17 de diciembre salió del país para realizar una prueba en el Lobos BUAP de la Liga de Ascenso de México.
Durante su periodo como belemita, el 17 de septiembre de 2016, Alajuelense, club que le desarrolló profesionalmente, reclamó anomalías por el jugador debido a su inscripción con Jacó Rays de la Segunda División pese a haber sido presentado como ficha del Herediano, movida que le permitió a los florenses evitar el pago por derechos de formación a los alajuelenses, ya que su transferencia fue antes de llegar a los veintitrés años. Ambas partes no llegaron a un acuerdo hasta el 2 de junio de 2017, fecha en la que se determinó si Vargas fuese vendido a un equipo extranjero, los rojinegros recibirían la mitad de las ganancias por la transferencia.

### Herediano
El 2 de mayo de 2017, el futbolista se reintegró oficialmente al Herediano tras su paso por Belén.
Realizó su debut con los florenses el 29 de julio de 2017, en la primera jornada del Torneo de Apertura frente a Guadalupe, juego que empató su club por 0-0 y donde Juan Pablo fue titular con la dorsal «53». El conjunto florense finalizó la etapa de clasificación como líder invicto, pero cedió en la cuadrangular y terminó disputando la gran final por el título que perdió ante Pérez Zeledón. Vargas tuvo apenas 9 apariciones en esta competición.
Portando la dorsal «66», jugó su primer partido oficial del Torneo de Clausura 2018 el 23 de enero contra Guadalupe (1-1) en el Estadio "Colleya" Fonseca, escenario donde marcó su primer gol con los florenses al minuto 2'. En esta campaña tuvo mayor regularidad al contabilizar veinte presencias y tres anotaciones realizadas. Su equipo volvió a quedarse con el subcampeonato tras perder la gran final contra el Deportivo Saprissa.

### Deportes Tolima
El 1 de agosto de 2018, se hizo oficial su incorporación al Deportes Tolima de Colombia en condición de préstamo, siendo refuerzo del club ante la baja por lesión de Fainer Torijano en la zona defensiva. Vargas no logró hacer su debut en el Torneo Finalización luego de tres mses de haberse dado su fichaje, solo fue suplente en los compromisos contra La Equidad y Patriotas.
El 23 de enero de 2019, debutó con su equipo en la final de ida de la Superliga de Colombia ante el Junior de Barranquilla, jugando los últimos ocho minutos del triunfo a domicilio por 1-2. El Deportes Tolima no sostuvo la ventaja y cayó en penales en el duelo de vuelta. En la liga se estrenó el 4 de febrero como titular en la victoria 2-0 sobre Águilas Doradas. El 12 de marzo debutó por certamen internacional de la Copa Libertadores siendo estelar en la visita a Boca Juniors (derrota 3-0). Su adaptación al equipo vinotinto fue evolucionando positivamente al convertirse titular en la primera mitad de la temporada, hasta que el 8 de julio sufrió una lesión parcial del ligamento cruzado anterior de la rodilla derecha, con esguince grado dos del ligamento colateral durante un amistoso contra el Atlético Huila. Regresó el 12 de septiembre en el duelo ante el Atlético Nacional (1-1) por la Copa Colombia. Terminó la temporada con veintiún apariciones en todas las competencias. El 4 de diciembre se anunció su salida del club debido al fin de su préstamo.

### Millonarios
El 3 de enero de 2020, se oficializó el fichaje de Vargas en el Millonarios en un acuerdo inicial de préstamo con opción de compra.  Llegó al club a petición del entrenador Alberto Gamero. Hizo su debut el 26 de enero como titular en la derrota de local por 1-2 frente al Deportivo Pasto. El 9 de diciembre convirtió su primer gol sobre el Boyacá Chicó para la victoria de su conjunto por 2-0. En esta temporada consolidó su puesto como defensor y alcanzó veinticinco partidos disputados en todas las competencias incluyendo la Copa Sudamericana. El 30 de diciembre se anunció la compra de la ficha del jugador y asimismo firmó su extensión de contrato hasta diciembre de 2023.
Para la temporada 2021, Vargas siguió como referente en las alineaciones titulares. El 28 de abril fue dado de baja por seis semanas debido a una fractura en dos de sus vértebras tras recibir un rodillazo de Yesus Cabrera en el compromiso que enfrentó a América de Cali. El 20 de junio, aún en etapa recuperación, su equipo se conformó con el subcampeonato del Torneo de Apertura al perder la final contra el Deportes Tolima. Regresó a la acción el 18 de julio en la primera fecha del Torneo Finalización, completando la totalidad de los minutos de la victoria por 1-3 ante el Deportivo Pasto. En esta temporada alcanzó 37 participaciones sumando la competencia de liga y torneo internacional.
El 2 de noviembre del 2022 consiguió el título de la Copa de Colombia 2022 siendo titular indiscutible por los 90 minutos, tras vencer a Junior de Barranquilla en el marcador 2-0.
El 24 de junio de 2023, obtuvo su primer título en la Categoría Primera A en su Apertura 2023 junto a Millonarios FC, quien venció a atlético nacional en la tanda de penales por 3-2. Juan Pablo no pudo asistir a la final pues se encontraba con su selección de Costa Rica, pero fue pieza fundamental para el equipo, durante todo el proceso de la Torneo Apertura 2023.

## Selección nacional

### Categorías inferiores
El 6 de julio de 2018, se anunció el llamado de la selección Sub-21 dirigida por Marcelo Herrera para conformar la nómina que le haría frente al torneo de fútbol de los Juegos Centroamericanos y del Caribe, lista en la cual Vargas quedó dentro del selecto grupo, siendo parte de los refuerzos sin límites de edad que permite la competencia. Realizó su debut el 20 de julio en el Estadio Romelio Martínez de Barranquilla contra el anfitrión Colombia, donde alcanzó la totalidad de los minutos en la derrota por 1-0. Dos días después pero en el mismo escenario deportivo, Vargas de igual forma fue titular mientras que su escuadra sumó la primera victoria de 3-2 sobre Trinidad y Tobago. Tras el nuevo revés dado el 24 de julio ante Honduras con marcador de 1-2, su selección quedó eliminada en fase de grupos y ocupó el tercer lugar de la tabla.

#### Participaciones internacionales
| Competición                               | Sede     | Resultado      | PJ | GA | Asis |
| ----------------------------------------- | -------- | -------------- | -- | -- | ---- |
| Juegos Centroamericanos y del Caribe 2018 | Colombia | Fase de grupos | 3  | 0  | 0    |

### Selección absoluta
El 2 de enero de 2017, Vargas recibió su primera convocatoria a la Selección de Costa Rica dirigida por Óscar Ramírez, para enfrentar la Copa Centroamericana celebrada en el Estadio Rommel Fernández de Panamá. El 13 de enero permaneció en la suplencia en el primer duelo frente a El Salvador (0-0). Para el compromiso de dos días después, hizo su debut internacional como titular en la totalidad de los minutos de la victoria sobre Belice (0-3). En los partidos restantes ante Nicaragua (0-0), Honduras (1-1) y Panamá (1-0), Vargas no gozó de minutos mientras que su selección tuvo resultados desfavorables que le colocaron en el cuarto lugar.
El defensa fue seleccionado, el 16 de junio de 2017, en la lista oficial del director técnico Óscar Ramírez para la realización de la Copa de Oro de la Concacaf en Estados Unidos. Sin embargo, al ser una nómina de veintiséis futbolistas en la cual viajarían veintitrés, el 29 de junio se confirmó que el zaguero quedó fuera de la competencia, al igual que Jimmy Marín y José Leitón. Ese mismo día se presentó la lesión del lateral Ronald Matarrita, por lo que el cuerpo técnico decidió reemplazarlo por Juan Pablo, haciéndose con un puesto en la convocatoria de último momento. En dicha competición no pudo tener minutos al permanecer en la suplencia.
El 27 de enero de 2022, hizo su debut por la eliminatoria mundialista de Concacaf y participó en los últimos diez minutos de la victoria 1-0 sobre Panamá en el Estadio Nacional. El 30 de marzo convirtió su primer gol ante Estados Unidos que abrió la cuenta de anotaciones para el triunfo de local por 2-0.
El 13 de mayo de 2022, fue convocado a la lista de Suárez para la preparación de cara a la Liga de Naciones de la Concacaf. El 2 de junio se dio su debut en la derrota 2-0 de visita contra Panamá.
El 14 de junio de 2022, estuvo en la suplencia en el partido donde su combinado selló la clasificación a la Copa Mundial tras vencer 1-0 a Nueva Zelanda, por la repesca intercontinental celebrada en el país anfitrión Catar.
El 16 de septiembre de 2022, fue convocado por el técnico Luis Fernando Suárez para los partidos amistosos previo a la Copa Mundial 2022 en suelo asiático contra Corea del Sur y Uzbekistán. El 23 de septiembre de 2022 se dio el enfrentamiento ante Corea del Sur, sin ver minutos en el empate 2-2. Cuatro días después salió como titular contra Uzbekistán, disputando los 90 minutos en la dramática victoria 2-1.
El 3 de noviembre de 2022, el técnico Luis Fernando Suárez, realizó la conferencia de prensa de los 26 jugadores que viajarían a Catar para el evento de la Copa Mundial de Fútbol de 2022, Vargas fue parte de los nombres de la nómina. El 1 de diciembre de 2022 debutó en la tercera fecha contra Alemania, al minuto 70 realizó la anotación de la cita mundialista, poniendo momentáneamente el marcador a favor 2-1, el conjunto patrio cayó derrotado ante los alemanes con el marcador final 2-4, sellando su participación en la cita mundialista en la cuarta posición con tres puntos. El 8 de diciembre, se dio la modificación de parte de la FIFA, de otorgar el gol a Juan Pablo Vargas, ya que se había validado la anotación a Manuel Neuer.
El 2 de junio de 2023, se oficializó la convocatoria para los partidos amistosos y la competición de la Copa de Oro de la Concacaf 2023, en el que Juan Pablo estuvo dentro de la convocatoria. El 15 de junio, Costa Rica se enfrentó ante Guatemala en un partido amistoso, Juan Pablo estuvo relegado al banco de suplencia sin ver minutos por la derrota 0-1. Cinco días después, Juan Pablo se enfrentó ante Ecuador como titular en el que disputó 75 minutos por la derrota 3-1. El 26 de junio, debutó en la competición de la Copa Oro, enfrentándose ante Panamá, Juan Pablo disputó la totalidad de minutos por la derrota 1-2. Cuatro días después, Juan Pablo se enfrentó ante El Salvador, disputando la totalidad de minutos por el empate 0-0. El 4 de julio, Juan Pablo se enfrentó ante Martinica, donde realizó una anotación de cabeza al minuto 53, disputando la totalidad de minutos, finalizó con victoria por 6-4, logrando clasificar a octavos de final en la ssgunda posición de fase de grupos. Cuatro días después, Juan Pablo se enfrentó ante México, disputando la totalidad de minutos por la derrota 2-0, siendo eliminados de la competición.
El 30 de agosto de 2023, fue convocado por el director técnico Claudio Vivas en una gira hacia Europa contra los encuentros amistosos ante Arabia Saudita y Emiratos Árabes Unidos. El 3 de septiembre, se dio de baja la convocatoria de Juan Pablo Vargas, debido a una lesión.
El 10 de noviembre de 2023, fue convocado por el director técnico Gustavo Alfaro para disputar la Liga de Naciones de la Concacaf 2023-24 por los cuartos de final contra Panamá. Vargas disputó el partido de ida, mientras en el partido de vuelta estuvo relegado en el banco de suplencia sin ver minutos contra Panamá, el marcador global finalizó 6-1, resultado de la eliminación de la competición.
El 15 de marzo de 2024, se oficializó su convocatoria para el partido del Repechaje de la Copa América 2024 contra Honduras y el amistoso contra Argentina. El 23 de marzo se enfrentó contra Honduras, ingresó de cambio al minuto 90+2 por la victoria 3-1, obteniendo el boleto a la Copa América 2024. Tres días después, se mantuvo en la banca de suplencia contra Argentina por la derrota 3-1.
El 1 de junio de 2024, se oficializó su convocatoria para la clasificación al mundial 2026 para los partidos contra San Cristóbal y Nieves y Granada.
El 11 de junio de 2024, se oficializó su convocatoria de los 26 jugadores para la competición de la Copa América 2024. El 25 de junio debutó contra Brasil, disputando la totalidad de minutos en el empate 0-0. El 28 de junio se enfrentó a Colombia, disputando la totalidad de minutos por la derrota 3-0. El 2 de julio disputó contra Paraguay, sumando la totalidad de minutos por la victoria 2-1, cerrando la competición de la Copa América 2024 en la tercera posición de la fase de grupos.
El 28 de agosto de 2024, se oficializó su convocatoria para la Liga de Naciones de la Concacaf 2024-25 contra Guadalupe y Guatemala.

#### Participaciones en Torneos Internacionales
| Competición                             | Sede                    | Resultado        | PJ | GA | Asis |
| --------------------------------------- | ----------------------- | ---------------- | -- | -- | ---- |
| Copa Centroamericana 2017               | Panamá                  | Cuarto lugar     | 1  | 0  | 0    |
| Copa Oro 2017                           | Estados Unidos          | Cuarto lugar     | 0  | 0  | 0    |
| Liga de Naciones de la Concacaf 2022-23 | Concacaf                | Fase de grupos   | 2  | 0  | 0    |
| Copa Oro 2023                           | Estados Unidos · Canadá | Cuartos de final | 4  | 1  | 0    |
| Liga de Naciones de la Concacaf 2023-24 | Concacaf                | Cuartos de final | 2  | 0  | 0    |
| Copa América 2024                       | Estados Unidos          | Fase de grupos   | 3  | 0  | 0    |
| Liga de Naciones de la Concacaf 2024-25 | Concacaf                | Cuartos de final | 5  | 0  | 1    |
| Total en Torneos                        | Total en Torneos        | Total en Torneos | 17 | 1  | 1    |

#### Participaciones enEliminatorias al Mundial
| Eliminatoria                               | Sede del Mundial                 | Posición                                                         | Resultado   | PJ | GA | Asis |
| ------------------------------------------ | -------------------------------- | ---------------------------------------------------------------- | ----------- | -- | -- | ---- |
| Eliminatorias Mundial de Catar 2022        | Catar                            | 4°lugar 25pts Octagonal Final (Ganador Repesca Intercontinental) | Clasificado | 6  | 1  | 0    |
| Eliminatorias Mundial de Norteamérica 2026 | Estados Unidos · México · Canadá | -                                                                | En disputa  | 1  | 0  | 0    |
| Total en Eliminatorias                     | Total en Eliminatorias           | Total en Eliminatorias                                           | 1/1         | 7  | 1  | 0    |

#### Participaciones enCopas del Mundo
| Mundial               | Sede  | Resultado      | PJ | GA | Asis |
| --------------------- | ----- | -------------- | -- | -- | ---- |
| Mundial de Catar 2022 | Catar | Fase de grupos | 1  | 1  | 0    |

## Estadísticas

### Clubes
Actualizado al último partido jugado el 5 de marzo de 2025.
| Club                                 | Div.                | Temporada           | Liga  | Liga  | Liga   | Copas nacionales | Copas nacionales | Copas nacionales | Copas internacionales | Copas internacionales | Copas internacionales | Total | Total | Total  |
| Club                                 | Div.                | Temporada           | Part. | Goles | Asist. | Part.            | Goles            | Asist.           | Part.                 | Goles                 | Asist.                | Part. | Goles | Asist. |
| ------------------------------------ | ------------------- | ------------------- | ----- | ----- | ------ | ---------------- | ---------------- | ---------------- | --------------------- | --------------------- | --------------------- | ----- | ----- | ------ |
| Alajuelense · Costa Rica             |                     |                     |       |       |        |                  |                  |                  |                       |                       |                       |       |       |        |
| 1.ª                                  | 2013-14             | —                   | —     | —     | 2      | 1                | 0                | —                | —                     | —                     | 2                     | 1     | 0     |        |
| 1.ª                                  | 2014-15             | 1                   | 0     | 0     | —      | —                | —                | —                | —                     | —                     | 1                     | 0     | 0     |        |
| 1.ª                                  | 2015-16             | 5                   | 0     | 0     | 1      | 0                | 0                | —                | —                     | —                     | 6                     | 0     | 0     |        |
| Total club                           | Total club          | 6                   | 0     | 0     | 3      | 1                | 0                | 0                | 0                     | 0                     | 9                     | 1     | 0     |        |
| Belén F.C. · Costa Rica              |                     |                     |       |       |        |                  |                  |                  |                       |                       |                       |       |       |        |
| 1.ª                                  | 2016-17             | 34                  | 4     | 0     | —      | —                | —                | —                | —                     | —                     | 34                    | 4     | 0     |        |
| Total club                           | Total club          | 34                  | 4     | 0     | 0      | 0                | 0                | 0                | 0                     | 0                     | 34                    | 4     | 0     |        |
| Herediano · Costa Rica               |                     |                     |       |       |        |                  |                  |                  |                       |                       |                       |       |       |        |
| 1.ª                                  | 2017-18             | 29                  | 3     | 1     | —      | —                | —                | 2                | 0                     | 0                     | 31                    | 3     | 1     |        |
| Total club                           | Total club          | 29                  | 3     | 1     | 0      | 0                | 2                | 2                | 0                     | 0                     | 31                    | 3     | 1     |        |
| Deportes Tolima · Colombia           |                     |                     |       |       |        |                  |                  |                  |                       |                       |                       |       |       |        |
| 1.ª                                  | 2019                | 17                  | 0     | 0     | 2      | 0                | 0                | 2                | 0                     | 0                     | 21                    | 0     | 0     |        |
| Total club                           | Total club          | 17                  | 0     | 0     | 2      | 0                | 0                | 2                | 0                     | 0                     | 21                    | 0     | 0     |        |
| Millonarios · Colombia               |                     |                     |       |       |        |                  |                  |                  |                       |                       |                       |       |       |        |
| 1.ª                                  | 2020                | 21                  | 1     | 0     | —      | —                | —                | 4                | 0                     | 0                     | 25                    | 1     | 0     |        |
| 1.ª                                  | 2021                | 35                  | 0     | 2     | 2      | 0                | 0                | —                | —                     | —                     | 37                    | 0     | 2     |        |
| 1.ª                                  | 2022                | 33                  | 2     | 1     | 5      | 0                | 0                | 2                | 0                     | 0                     | 40                    | 2     | 1     |        |
| 1.ª                                  | 2023                | 34                  | 3     | 1     | 6      | 0                | 0                | 9                | 0                     | 1                     | 49                    | 3     | 2     |        |
| 1.ª                                  | 2024                | 36                  | 3     | 2     | 1      | 0                | 0                | 6                | 0                     | 0                     | 43                    | 3     | 2     |        |
| 1.ª                                  | 2025                | 6                   | 0     | 0     | 0      | 0                | 0                | 1                | 0                     | 0                     | 7                     | 0     | 0     |        |
| Total club                           | Total club          | 165                 | 9     | 6     | 14     | 0                | 0                | 22               | 0                     | 1                     | 201                   | 9     | 7     |        |
| Total en su carrera                  | Total en su carrera | Total en su carrera | 247   | 16    | 7      | 19               | 1                | 0                | 26                    | 0                     | 1                     | 292   | 17    | 8      |
| 1. 2. Fuente:Transfermarkt Soccerway |                     |                     |       |       |        |                  |                  |                  |                       |                       |                       |       |       |        |

### Selección de Costa Rica
Actualizado al último partido jugado el 18 de junio de 2025.
| Selección                                            | Año | Eliminatorias | Eliminatorias | Eliminatorias | Continental | Continental | Continental | Mundial | Mundial | Mundial | Amistosos | Amistosos | Amistosos | Total | Total | Total  |
| Selección                                            | Año | Part.         | Goles         | Asist.        | Part.       | Goles       | Asist.      | Part.   | Goles   | Asist.  | Part.     | Goles     | Asist.    | Part. | Goles | Asist. |
| ---------------------------------------------------- | --- | ------------- | ------------- | ------------- | ----------- | ----------- | ----------- | ------- | ------- | ------- | --------- | --------- | --------- | ----- | ----- | ------ |
| Absoluta · Costa Rica                                |     |               |               |               |             |             |             |         |         |         |           |           |           |       |       |        |
| 2017                                                 | —   | —             | —             | 1             | 0           | 0           | —           | —       | —       | —       | —         | —         | 1         | 0     | 0     |        |
| 2018                                                 | —   | —             | —             | —             | —           | —           | —           | —       | —       | 1       | 0         | 0         | 1         | 0     | 0     |        |
| 2019                                                 | —   | —             | —             | —             | —           | —           | —           | —       | —       | 2       | 0         | 0         | 2         | 0     | 0     |        |
| 2022                                                 | 6   | 1             | 0             | 1             | 0           | 0           | 1           | 1       | 0       | 1       | 0         | 0         | 9         | 2     | 0     |        |
| 2023                                                 | —   | —             | —             | 6             | 1           | 0           | —           | —       | —       | 1       | 0         | 0         | 7         | 1     | 0     |        |
| 2024                                                 | 1   | 0             | 0             | 9             | 0           | 1           | —           | —       | —       | —       | —         | —         | 10        | 0     | 1     |        |
| 2025                                                 | 2   | 0             | 0             | 1             | 0           | 0           | —           | —       | —       | 0       | 0         | 0         | 3         | 0     | 0     |        |
| Total                                                | 9   | 1             | 0             | 18            | 1           | 1           | 1           | 1       | 0       | 6       | 0         | 0         | 33        | 3     | 1     |        |
| 1. 2. Fuente:Transfermarkt / National Football Teams |     |               |               |               |             |             |             |         |         |         |           |           |           |       |       |        |

#### Goles internacionales
| Núm. | Fecha                  | Lugar                      | Rival          | Gol | Resultado | Competición                     |
| ---- | ---------------------- | -------------------------- | -------------- | --- | --------- | ------------------------------- |
| 1    | 30 de marzo de 2022    | Estadio Nacional, San José | Estados Unidos | 1-0 | 2-0       | Eliminatoria al Mundial 2022    |
| 2    | 1 de diciembre de 2022 | Estadio Al Bayt, Jor       | Alemania       | 2-1 | 2-4       | Copa Mundial de 2022            |
| 3    | 4 de julio de 2023     | Red Bull Arena, Harrison   | Martinica      | 3-1 | 6-4       | Copa de Oro de la Concacaf 2023 |

## Palmarés

### Títulos nacionales
| Título                         | Club              | País       | Año  |
| ------------------------------ | ----------------- | ---------- | ---- |
| Primera División de Costa Rica | L. D. Alajuelense | Costa Rica | 2013 |
| Copa de Colombia               | Millonarios F. C. | Colombia   | 2022 |
| Categoría Primera A            | Millonarios F. C. | Colombia   | 2023 |
| Superliga de Colombia          | Millonarios F. C. | Colombia   | 2024 |

### Distinciones individuales
| Distinción                                                                    | Año  |
| ----------------------------------------------------------------------------- | ---- |
| Incluido en el once ideal de la jornada 14 de la Eliminatoria al Mundial 2022 | 2022 |
| Incluido en el once ideal de la Categoría Primera A de la temporada 2023      | 2024 |

## Vida privada
Es hermano del exfutbolista Mauricio Vargas, internacional con la selección sub-20 de Costa Rica en el Mundial Sub-20 de Colombia 2011.